# Vesicapalpus simplex
Vesicapalpus simplex is een spinnensoort uit de familie hangmatspinnen (Linyphiidae). De soort komt voor in Brazilië en Argentinië.